# Агри
Агри́ (тур. Ağrı, курд. Qerekose) — місто в Туреччині, центр ілу Агри в Туреччині. Розташовано біля кордону з Іраном і Вірменією. Населення згідно з даними на 2009 рік - 99 336 чоловік.
З XVI століття перебувало у складі Османської імперії. У 1878 році увійшло до складу Російської імперії згідно з Сан-Стефанським мирним договором.
Населення — переважно курди, проте до 1915—1918 років також у місті жили і вірмени. Вірмени, що проживали на території ілу, були або убиті, або вигнані. У 1927 в місті відбулось повстання курдів. В 1927—1930 роках місто входило до складу курдської Республіки Арарат.
Регіон та місто дуже відсталі в плані економічного розвитку. Низький рівень освіти.

## Клімат
| Клімат Ağrı (1950 - 2015)                     | Клімат Ağrı (1950 - 2015) | Клімат Ağrı (1950 - 2015) | Клімат Ağrı (1950 - 2015) | Клімат Ağrı (1950 - 2015) | Клімат Ağrı (1950 - 2015) | Клімат Ağrı (1950 - 2015) | Клімат Ağrı (1950 - 2015) | Клімат Ağrı (1950 - 2015) | Клімат Ağrı (1950 - 2015) | Клімат Ağrı (1950 - 2015) | Клімат Ağrı (1950 - 2015) | Клімат Ağrı (1950 - 2015) | Клімат Ağrı (1950 - 2015) |
| Показник                                      | Січ.                      | Лют.                      | Бер.                      | Квіт.                     | Трав.                     | Черв.                     | Лип.                      | Серп.                     | Вер.                      | Жовт.                     | Лист.                     | Груд.                     |                           |
| Абсолютний максимум, °C                       | 9,6                       | 13,0                      | 21,5                      | 27,2                      | 32,7                      | 39,8                      | 39,8                      | 39,9                      | 35,3                      | 29,2                      | 19,8                      | 16,0                      |                           |
| Середній максимум, °C                         | −5,6                      | −3,7                      | 2,1                       | 11,8                      | 18,5                      | 24,0                      | 29,1                      | 30,0                      | 25,3                      | 17,3                      | 7,7                       | −1,8                      |                           |
| Середня температура, °C                       | −10,8                     | −9,4                      | −3                        | 6,2                       | 12,0                      | 16,6                      | 21,1                      | 21,2                      | 16,2                      | 9,1                       | 1,5                       | −6,5                      |                           |
| Середній мінімум, °C                          | −15,9                     | −14,8                     | −7,9                      | 0,8                       | 5,3                       | 8,1                       | 12,1                      | 11,8                      | 6,9                       | 1,9                       | −3,6                      | −10,7                     |                           |
| Абсолютний мінімум, °C                        | −45,6                     | −42,8                     | −39,6                     | −25,6                     | −9                        | −3                        | 1,7                       | 1,2                       | −4,1                      | −11,4                     | −31,6                     | −39,8                     |                           |
| Середня кількість сонячних годин на місяць    | 62,2                      | 84,8                      | 130,2                     | 165,0                     | 232,5                     | 300,0                     | 316,2                     | 313,1                     | 273,0                     | 195,3                     | 123,0                     | 62,0                      |                           |
| Норма опадів, мм                              | 39.1                      | 47.5                      | 49.8                      | 71.5                      | 71.1                      | 45.3                      | 22.1                      | 12.0                      | 18.3                      | 52.3                      | 45.6                      | 40.6                      |                           |
| Днів з опадами                                | 11,4                      | 11,3                      | 12,4                      | 14,6                      | 16,3                      | 10,6                      | 6,1                       | 4,0                       | 4,7                       | 8,9                       | 8,5                       | 10,7                      |                           |
| --------------------------------------------- | ------------------------- | ------------------------- | ------------------------- | ------------------------- | ------------------------- | ------------------------- | ------------------------- | ------------------------- | ------------------------- | ------------------------- | ------------------------- | ------------------------- | ------------------------- |
| Джерело: Turkish State Meteorological Service |                           |                           |                           |                           |                           |                           |                           |                           |                           |                           |                           |                           |                           |